# Cone de Apolônio
O cone de Apolônio é um modelo com uso no ensino das seções cônicas, conforme apresentadas no trabalho do geômetra Apolônio de Perga, normalmente executado em madeira, em que um cone sofre quatro seções, mostrando nas faces destas seções o círculo, a elipse, a parábola e a hipérbole em cada uma das suas peças.
Na cultura popular é apresentado no filme Ágora, de 2009, de Alejandro Amenábar, por relacionar-se com os trabalhos da filósofa Hipátia.